# Péché véniel
Pour les articles homonymes, voir Péché véniel (homonymie).

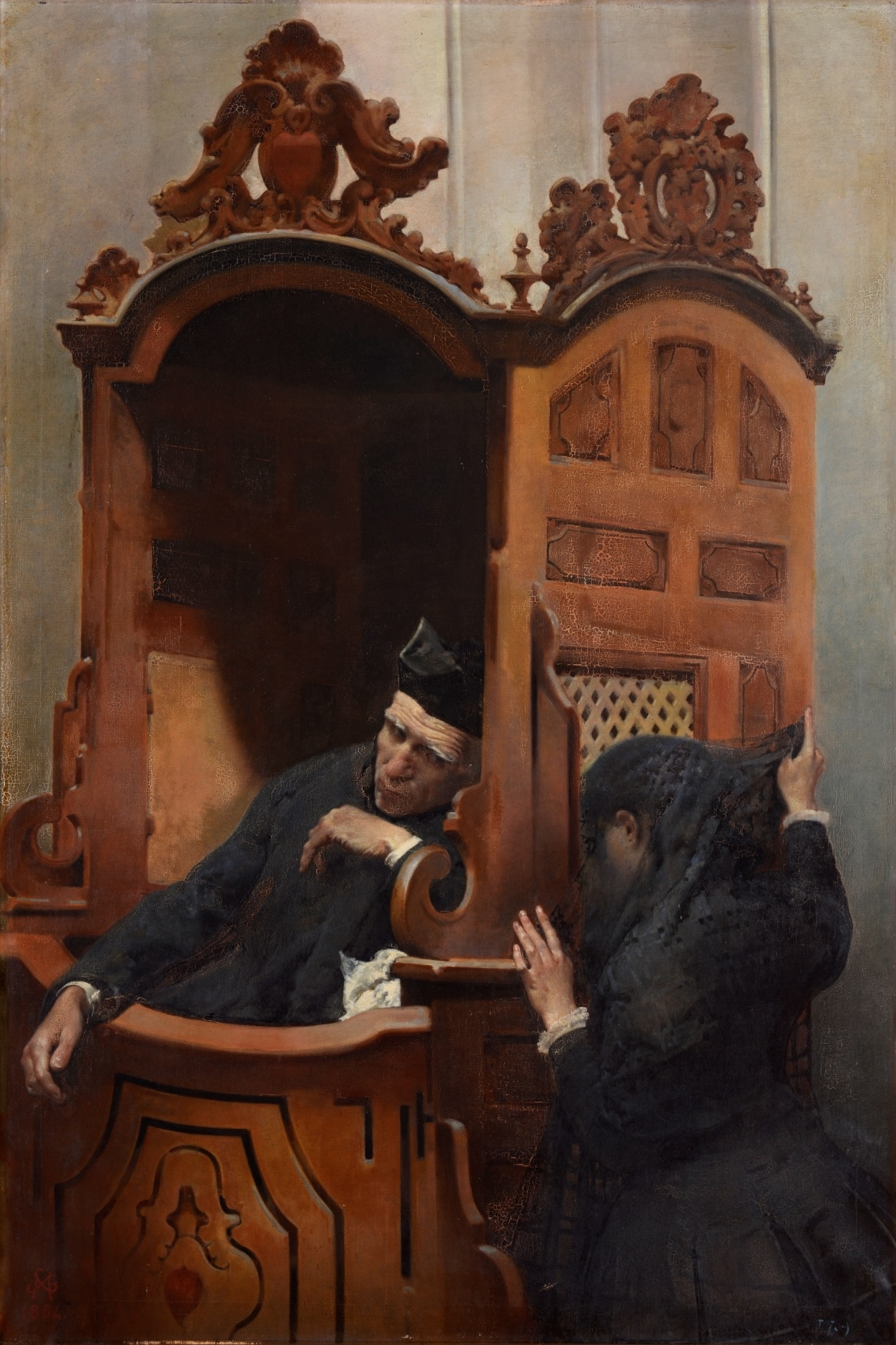
Femme se confessant à un prêtre catholique.

On nomme péché véniel, par opposition au péché mortel, un péché qui, « n’étant pas, lui, contraire à la charité, ne la fait pas perdre, ni les autres vertus non plus ». Il « affaiblit » cependant la charité, « empêche les progrès de l'âme dans l'exercice des vertus et la pratique du bien moral » et, s'il est « délibéré et resté sans repentance, nous dispose peu à peu à commettre le péché mortel ».

## Catégorisation
Le Catéchisme de Pie X le décrit ainsi :

« Le péché véniel est une désobéissance à la loi de Dieu en matière légère ; ou encore en matière grave, mais sans pleine advertance et sans consentement délibéré.
[...] Le péché non grave s’appelle véniel, c’est-à-dire pardonnable, parce qu’il n’enlève pas la grâce, et qu’on peut en obtenir le pardon par le repentir et les bonnes œuvres, même sans la confession sacramentelle. »